# Nephelomys nimbosus
Nephelomys nimbosus là một loài động vật gặm nhấm trong chi Nephelomys của họ chuột Cricetidae. Địa điểm tìm được của loài chuột này là ở San Antonio ở độ dốc phía đông bắc của Tungurahua ở núi Andes của Ecuador với độ cao khoảng 6.700 feet (2.000 m). 

## Phân loại
Lần đầu tiên được mô tả bởi nhà động vật học người Hoa Kỳ H. E. Anthony năm 1926 như là một phân loài của loài chuột Oryzomys auriventer. nhưng mà nó nhỏ hơn động vật đó và khác với màu sắc và hình dạng, giống như thấy ở N. moerex. Trong mô tả của mình, Anthony dự kiến rằng O. auriventer cuối cùng sẽ được hạ bậc xuống tới một phân loài của Oryzomys albigularis, thực sự đã được thực hiện vào đầu những năm 1960.
Sau đó, O. auriventer được khôi phục như là một loài riêng biệt, mặc dù liên quan đến, O. albigularis, và nymphosus được coi là thuộc cùng một loài. Khi các thành viên của nhóm Oryzomys albigularis, bao gồm O. auriventer, đã được chuyển sang chi mới Nephelomys năm 2006, N. nimbosus đã được công nhận là một loài riêng biệt.

## Đặc điểm
Các sợi lông ở phía trên của loài chuột này có màu nâu đến đen, trở nên lợt hơn về phía hai bên. Các phần dưới có màu xám, với một miếng vá màu trắng ở cổ họng. Đuôi dài hầu như không có lông và có màu sẫm hơn ở dưới. Tổng chiều dài của chúng là 304 milimet (11,97 in), chiều dài đầu và thân là 140 mm, chiều dài kết hợp của đốt sống đuôi là 164 mm, chiều dài chân sau (bao gồm cả móng) là 34 mm (1,34 inch), và chiều dài của hộp sọ là 35,5 mm (1,40 inch). Ở hầu hết các loài Nephelomys, các vòm vòm hậu môn phía sau, lỗ thủng của vòm miệng gần vị trí thứ ba, dễ nhìn thấy và tróc xuống hoặc trào ngược, nhưng ở N. nimbosus và N. caracolus, chúng nhỏ hơn nhiều.